# Abdon (juge)
Pour les articles homonymes, voir Abdon.
Abdon (hébreu : עַבְדּוֹן) est le douzième juge d'Israël.

## Présentation
Issu de la tribu d'Éphraïm, Abdon, fils de Hillel le Pirathonite, gouverne 8 ans et a Samson pour successeur.
Les 40 fils et les 30 petits-fils d'Abdon montent 70 ânons, signe d'une grande richesse et d'un rang élevé. Abdon est enterré à Pirathon (en), en pays d'Éphraïm, d'où il était originaire.

## Source
Cet article comprend des extraits du Dictionnaire Bouillet. Il est possible de supprimer cette indication, si le texte reflète le savoir actuel sur ce thème, si les sources sont citées, s'il satisfait aux exigences linguistiques actuelles et s'il ne contient pas de propos qui vont à l'encontre des règles de neutralité de Wikipédia.